# 鋼管
鋼管（こうかん、英語：steel pipe）は、鉄鋼製品の分類の一つで、鋼を圧延して作られる管形をした物を指す。いったん鋼を別の形状（鋼帯・ビレット・厚板など）に加工した物を材料に用いるので、二次製品として扱われる。鋼や銑鉄を鋳込んで製造する鋳鉄管は、通常別製品として扱う。

## 製造方法による分類

### 鍛接鋼管
高温に加熱した鋼帯を引き出しながら、幅方向を円形に変形させ、その両端に酸素を吹き付けて瞬間的に温度を高めながら強力に突き合わせること（鍛接）で、両端を接合して管に加工した物。鍛冶屋が熱した鉄片を金槌で叩きながら接合したのと同じ原理。JIS（日本工業規格）では製法記号として「B」が指定されている。
主に小径管（概ね呼称サイズ100A=外径114.3mm以下）の製造に用いられる。基本的に炭素鋼のみ。生産性が高く、大量生産に向いている。接合部（シーム）の強度はあまり高くなく、強度を求められる用途には不向き。また、熱間加工のため、管の内外面にスケール（酸化鉄の皮膜）が付着しており、表面性状はやや劣る。

### 電縫鋼管
通常は常温の鋼帯を引き出しながら、幅方向を円形に変形させ、接合直前に局部的に大電流を流すことで瞬間的に接合部を高温状態にして、そのまま押しつけることで両端を溶接（抵抗溶接）させて管に加工した物。自己溶接のため、いわゆる溶接材料は不要。電流の流し方などに幾つかの形式がある。JISでは製法記号として「E」が指定されている。
比較的小径からある程度大きな径（最大650A=660.4mm）までの鋼管の製造が可能。成形に多数のロールを必要とするため、外径サイズの自由度は低い。炭素鋼が中心だが、低合金鋼の製造も可能。生産性は比較的高い。組織が溶融してから接合しているため、比較的シームの強度は高いが、シーム周辺部は熱による変性があり、加工時はシームの位置に注意が必要。また、接合時にビード（溶接の盛り上がり）が発生するので、用途によってはこれを削り取っている。鋼帯全体を加熱することがないため、表面性状に優れる。

### 継目無（シームレス）鋼管
文字どおり、管に継ぎ目が無い鋼管。断面を丸形に加工したビレットを高温に熱してそれを「錐揉み」状態にしながら、その中心にプラグという金具を押しつけて穴を開ける方法（マンネスマン法）が一般的。JISでは製法記号として「S」が指定されている。
マンネスマン法では比較的小径からやや大きい径（日本では通常426.0mm）までの製造が可能だが、さらに大きな径まで製造できる製法もある。外径サイズ数の制約は本来厳しいが、各メーカーとも多数のロールや金型を用意して、製造サイズ数を増やしている。炭素鋼からステンレス鋼まで幅広い鋼種の管の製造が可能。比較的小ロット品の製造に適した製法。マンネスマン法以外では生産性は低い。厚肉品の製造が比較的容易だが、製法上寸法精度は余りよくないので、使用時は注意が必要。素材を高温のまま過酷な圧延を行うので、表面性状は劣る。

### アーク溶接鋼管
鋼帯や厚板をアーク溶接して管に加工した物の総称。どんな素材をどのように加工するかで、さらに幾つかの種類に分類される。JISでは製法記号として「A」が指定されている。
UOE鋼管厚板を特殊なプレス機で「U」次いで「O」字状に整形して、接合部をアーク溶接した後、内側からエキスパンダーで拡張(E)して所定の寸法に仕上げた鋼管。直径1500mm前後まで製造可能で、大径管としては寸法精度が良好。比較的大量生産向き。
スパイラル鋼管鋼帯を引き出しながら螺旋状に整形し、両幅をアーク溶接した鋼管。螺旋の巻き方を緩やかにすることで、理論上はどんなサイズの管でも製造できる。ビード長が長く、また螺旋状に発生するため、美観を求める用途には適さない。大量生産に向いており、主に土木用に用いられる。
板巻鋼管厚板を巨大なロールやプレス成型で円筒状に整形して、両幅をアーク溶接した鋼管。基本的に小ロット生産で生産性は低いが、製造可能範囲内なら柔軟な寸法設定が可能。大径厚肉品など特殊な管の製造に用いられる。

## 用途による分類

### 配管用鋼管
管の内部に液体・気体などを通して、それを輸送するために用いる鋼管で、鋼管の中でももっともポピュラーな物。JISでは「SGP（一般配管用鋼管）＝ガス管」、「STPG（圧力配管用鋼管）」など多数の規格があり、中に通す物の性質・温度・圧力などによって、用いられるべき鋼管とその製法が規定されている。
配管用鋼管は、設計や施工に便利なように特定の寸法が「標準寸法」として定められている。外径についてはA呼称、肉厚は呼称サイズ毎に定められた肉厚を示すスケジュール番号と呼ばれる一連の寸法体型が日本では一般的で、これ以外の外径・肉厚の管は一般には存在しない。また、長さは4000mmまたは5500mmが標準であり、それ以外の長さは通常流通していない。

### 構造用鋼管
建築資材や機械部品に用いる鋼管。特に後者は機械構造用鋼管と呼ばれることもある。JISでは建築用として「STK（構造用炭素鋼鋼管）」「STKN（建築構造用炭素鋼鋼管）」、機械部品用として「STKM（機械構造用炭素鋼鋼管）」など多数の規格が規定されている。
建築用と機械部品用とでは、製品の種類や流通が全く異なることに注意。一般的に建築用鋼管では、配管用鋼管と同じく事実上の標準寸法が存在する。機械構造用鋼管は、特に継目無鋼管の場合多数のサイズが流通しており、発注時に慎重な選択が必要。なお、機械部品向けによく登場する材料管は、熱処理加工などを前提に、メーカーが寸法精度と成分値のみ保証した管のことで、強度保証は行われない。

### 熱交換用鋼管
ボイラやコンデンサなどに用いられる、管の内外面で熱の受け渡しをするために用いられる鋼管。JISでは「STB（ボイラ・熱交換器用炭素鋼鋼管）」などが規定されている。用途上、厳しい検査基準や寸法精度が設定されている。
専門性が高い品種であり、一般に流通することは希。設計や使用にあたってはJISの他に各種法律などの規則に則る必要があり、鋼管の選定作業は基本的に発注者責任となる。特にハイグレード品は世界的な電力需要の増大に伴い受給が逼迫しており、各メーカーとも品質競争にしのぎを削っている。

### その他の鋼管
油田・ガス田、温泉等の掘削や地質調査用ボーリング（試錐）に用いる試すい用鋼管、油井・天然ガス井から原油・天然ガス等を取り出す油井管（流体を通すチュービングパイプと、地層からの圧力に耐えて油井・ガス井への流体の侵入を阻止するケーシングパイプとがある）、掘り出した原油や天然ガスのパイプライン輸送に用いるラインパイプなどがある。いずれも高圧下で用いられるだけでなく、ボーリング時の過酷なねじりに耐える必要があるため、高強度の継目無鋼管（シームレスパイプ）が使用される。また高濃度の硫黄化合物にさらされる環境では耐食性に優れたステンレス鋼製の鋼管が使用されることも多い。
土木工事や建築工事において、基礎として地中に打ち込む鋼管ぐい（鋼管杭）や、土留めに用いる鋼管矢板などもあるが、流通上これらは鋼管として扱わないことが多い。

## 仕上げによる分類

### 熱間仕上げ
材料の鋼をある温度（一般にはキュリー点）以上に加熱して製造した物。基本的に鋼管の全ての部分が等しく加熱・冷却されており、位置による強度変化は存在しない。表面にスケールが付着するほか、圧延時の微細なロール痕などが残ったままのため、表面性状は劣る。また、寸法精度は高くない。鍛接鋼管や製造したままの継目無鋼管が該当。JISでは仕上げ記号「H」で区分することがある。

### 熱間・冷間以外の仕上げ
基本的には製造したままの電縫鋼管のこと。シーム部だけが局部的に加熱された状態になっており、周辺部と強度に差があることに注意。表面性状は母材である鋼帯のそれが活かされており、良好。また、寸法精度も比較的良い。JISでは仕上げ記号「G」で区分することがある。

### 冷間仕上げ
いちど製造した鋼管を、常温のまま（または多少加熱してから）ダイスと呼ばれる金型を通して所定の寸法に仕上げた物。金型を通すことで寸法精度・表面性状共に優れた製品ができる。金型を次第に小さくして連続して通すことで、細い管の製造も可能。素材に過酷な加工が加わるので、強度は大幅に上昇するが、粘り強さが損なわれるため、必要に応じて熱処理を行う。多大な工程が必要なため、かなり高価になる。JISでは仕上げ記号「C」で区分することがある。

## 注文・流通などについて
他の鉄鋼製品に比べて規格とサイズ数が格段に多いため、いわゆる流通業者の機能が発達している。一つの流通業者が全ての鋼管を在庫するのは不可能に近く、実際には各用途別に専門の業者が存在している。熱交換用鋼管や用途に限らず合金鋼鋼管は市中在庫が乏しいため、流通業者を通じてメーカー発注となるケースが多く、納期は数ヶ月に及ぶこともある。
鋼管のサイズ指定は「外径×肉厚×長さ」で行い、冷間仕上げ品を除いては内径指定を受け付けないのが通常。複数の製法で製造可能の場合は、製法指定や仕上げの指定も必要。表面の防錆油塗布の有無や管端形状についても、必要に応じて指定可能(だが、特注品になることもある)。機械構造用鋼管の場合、ユーザーからの注文長さは数mmから6000mm程度までと千差万別であり、流通業者は在庫品を注文長さに合わせて切断してから発送している。加工費用と共に製品歩留まりが価格に反映される。
なお、アーク溶接管については、一部のUOE鋼管を除いて市中在庫は存在せず、物件毎にメーカー発注することになる。板巻管の一品ものに関しては、市中の加工業者（製缶業者）に発注することが大半。